# Чужиково
Чужиково — село в Старооскольском городском округе Белгородской области. Входит в Дмитриевскую сельскую территорию.

## История
История заселения села Чужиково относится к первой половине XVII века. Образование Чужиково датируется 1624 годом.
В период с 1720 года по 1724 год территория была выкуплена княгиней Голицыной, впоследствии ставшей женой Александра Александровича Меньшикова, сына ближайшего соратника Петра I Александра Меньшикова.
С 1779 года по 1924 год Чужиково входило в состав Нижнедевицкого уезда Воронежской губернии и было центром Чужиковской волости.
14 ноября 1919 года части Красной Армии заняли территорию уезда. В начале 1920 года были проведены выборы и организован Чужиковский волостной исполком.
В 1930 году была открыта Чужиковская начальная школа на территории колхоза «15-й съезд Советов».
В июле 1942 года село было оккупировано. В начале 1943 года советские войска освободили Чужиково и Дмитриевку от оккупации.
В 60-х годах началась работа по водоснабжению и электрификации села. В 1963 году Шаталовский район Указом Президиума Верховного Совета Российской Федерации был ликвидирован. Чужиково вошло в состав Старооскольского района.
В 1997 году в Чужиково насчитывалось 176 домовладений, 340 жителей.

## Население
| 1859 | 1897  | 2002 | 2010 |
| ---- | ----- | ---- | ---- |
| 933  | ↗1242 | ↘265 | ↘243 |

### Известные уроженцы
- Малыхин, Пётр Васильевич (20 января 1818 — 2 июля 1867) — российский журналист и краевед.